# Casimir Lefaucheux

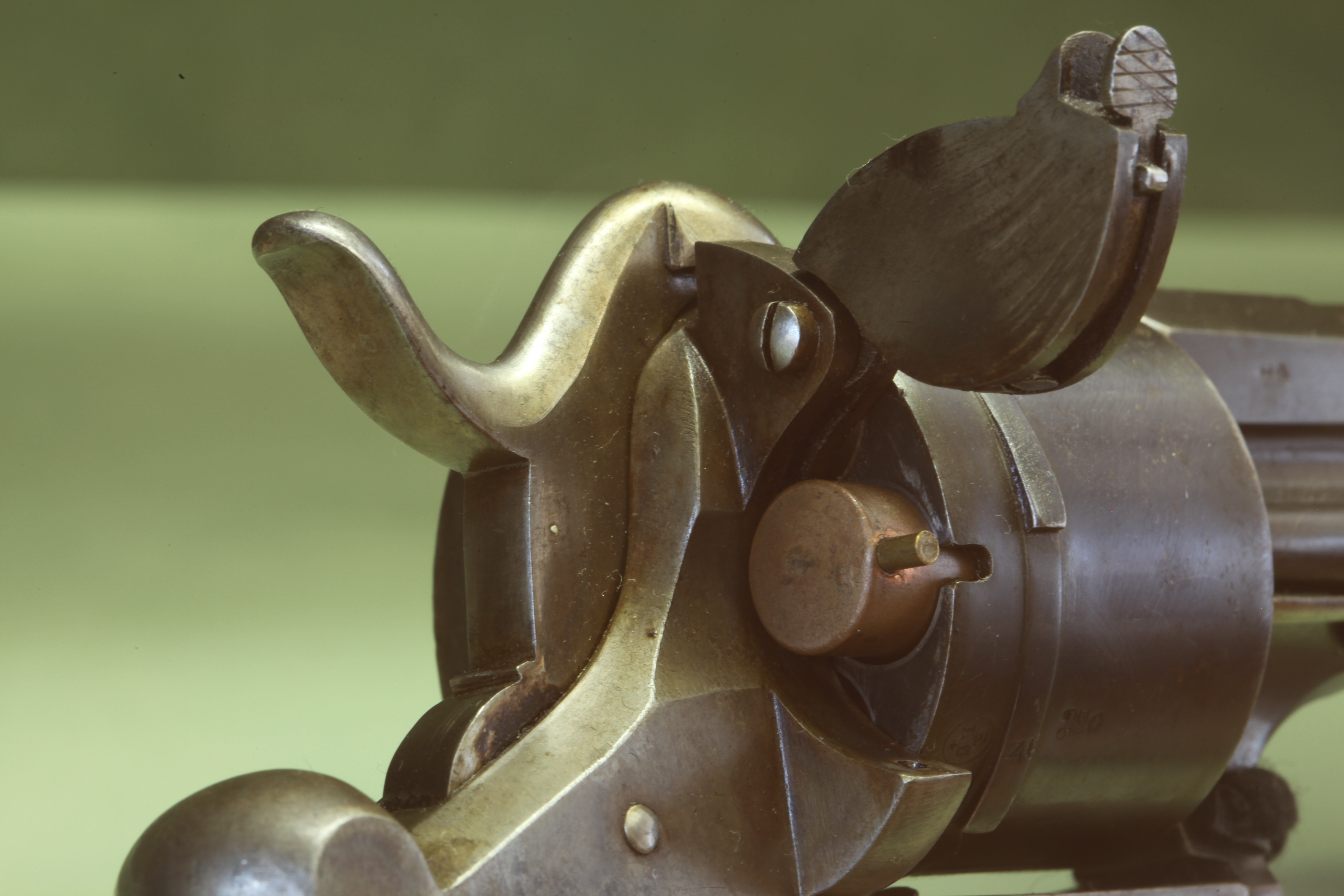
Vista de la portilla de recarga de un revólver M1858, con un cartucho de espiga parcialmente introducido.

Casimir Lefaucheux fue un diseñador y fabricante de armas francés. Nació en Bonnétable el 26 de enero de 1802 y murió en París el 9 de agosto de 1852.
Obtuvo su primera patente en 1827. En 1832, terminó de diseñar una escopeta con cañón basculante que disparaba cartuchos con cuerpo de papel.
Siguiendo los trabajos que realizó Jean Samuel Pauly entre 1808 y 1812, Casimir Lefaucheux inventó uno de los primeros sistemas de cartucho en 1836, incorporando una espiga como iniciador. Por esta razón se lo conoce como cartucho Lefaucheux o también como cartucho de espiga. El cartucho Lefaucheux montaba una bala cónica, tenía un casquillo de cartón y una base de cobre que contenía la cápsula fulminante. De este modo, Lefaucheux sentó las bases de una de las primeras armas de retrocarga eficaces.
En 1846, el cartucho Lefaucheux fue mejorado por Benjamin Houllier, quien introdujo un casquillo hecho de latón.
En 1858, el revólver Lefaucheux pasó a ser el primer revólver con cartucho metálico en ser adoptado por el gobierno de un país.
Es muy probable que el revólver con el que Vincent van Gogh se suicidó en un campo en 1890 era un Lefaucehux calibre 7 mm; el revólver fue hallado sumamente corroído hacia 1960 y está expuesto en el Museo van Gogh de Ámsterdam.
El revólver Lefaucheux calibre 7 m con el cual Paul Verlaine le disparó e hirió a Arthur Rimbaud en 1873, fue subastado en París por €435.000.

## Galería

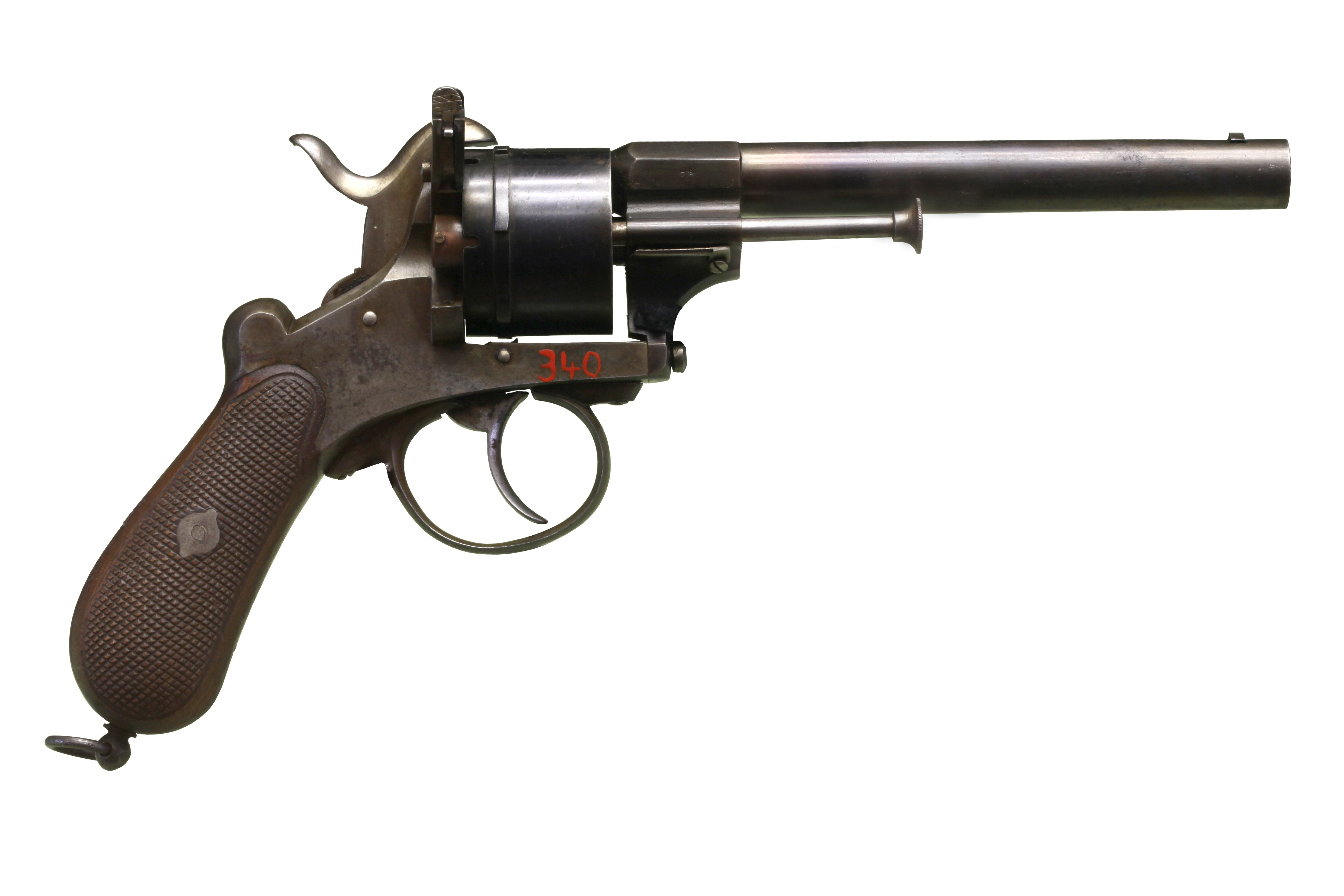
Un Lefaucheux M1858 de fabricación belga, hacia 1860-1865.
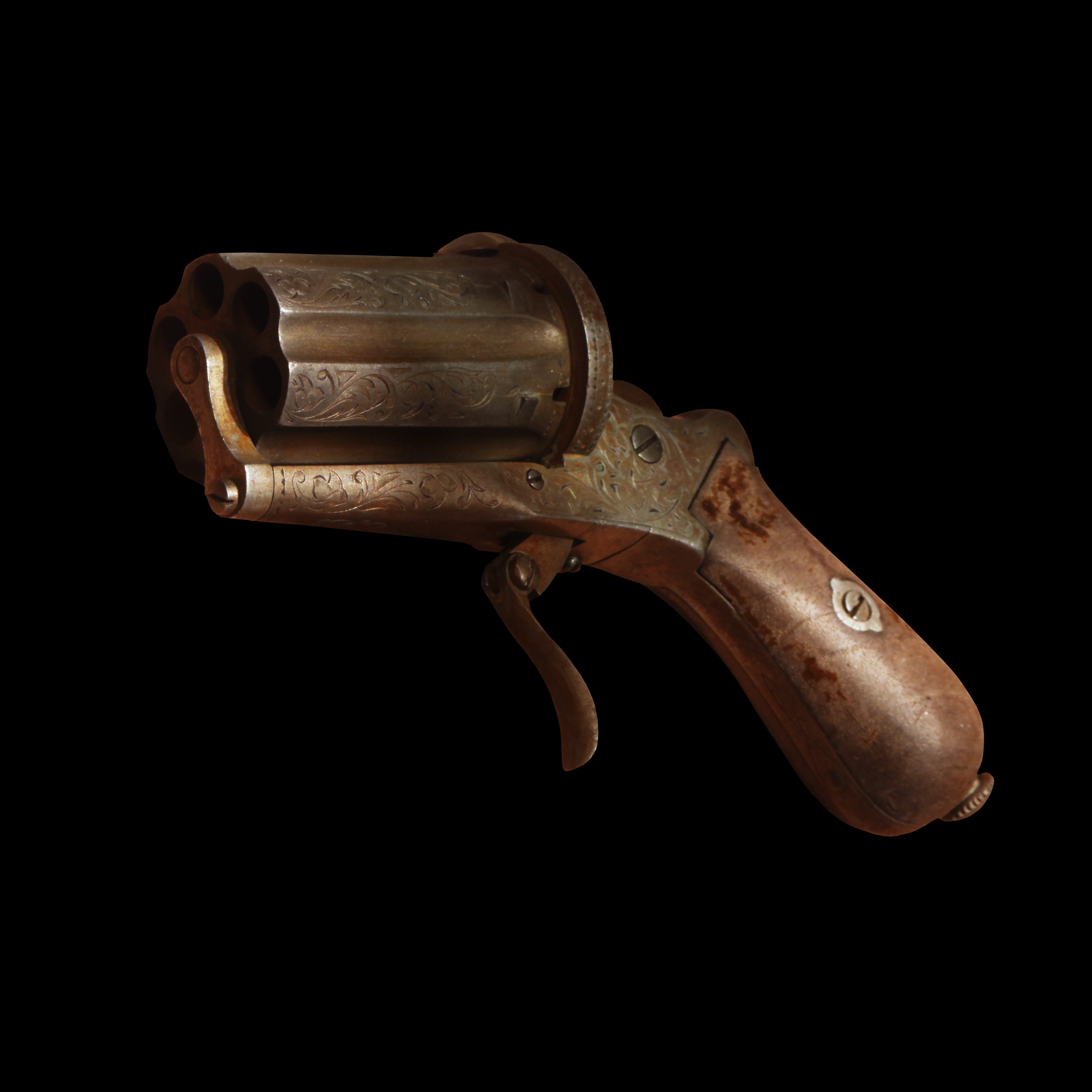
Un pimentero de espiga.
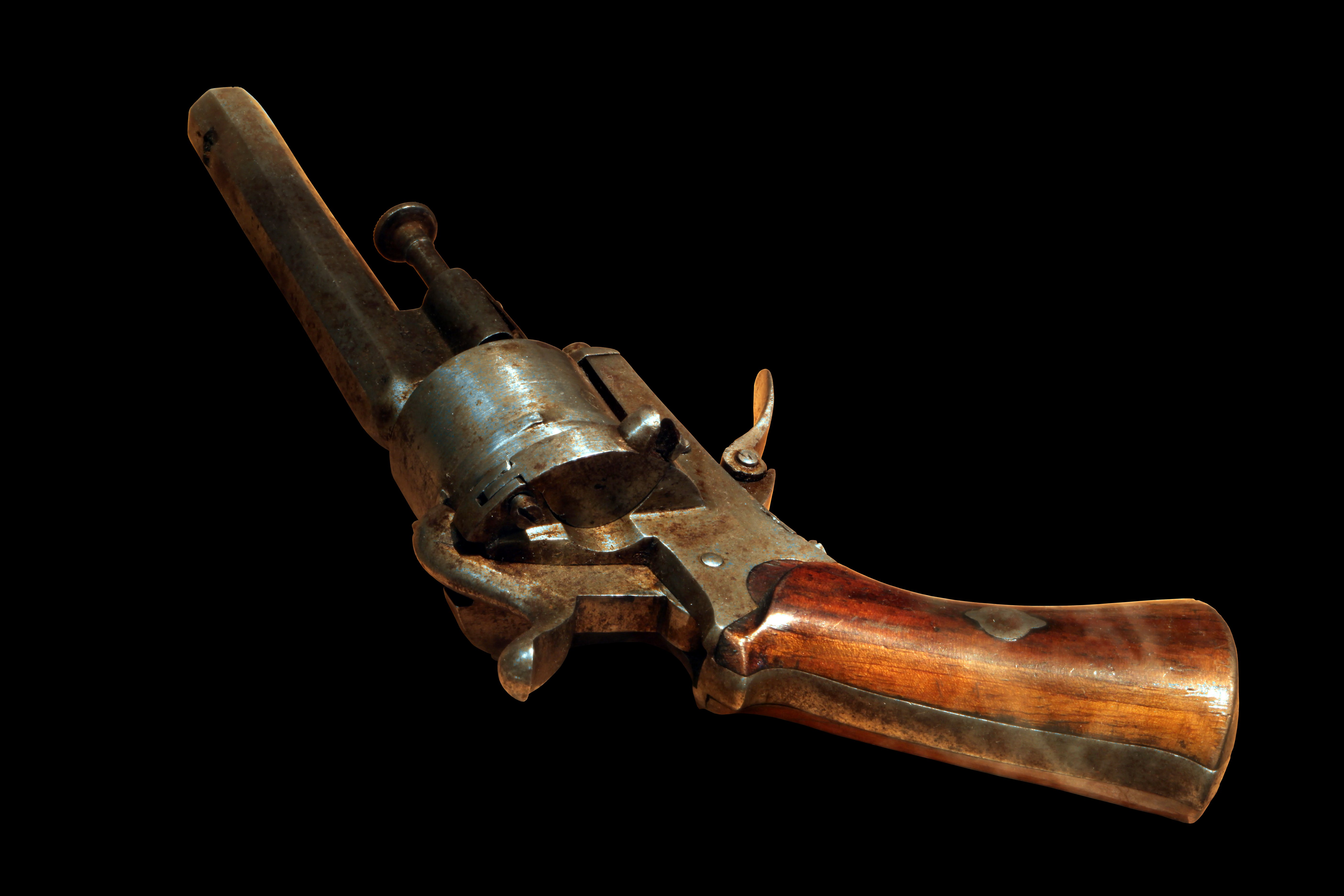
Un revólver de bolsillo Lefaucheux.